# Église Saint-Sauveur de Berlin-Moabit
Pour les articles homonymes, voir Église Saint-Sauveur.
L'église Saint-Sauveur (Heilandskirche) est une église luthérienne-protestante de Berlin-Moabit construite par Friedrich Schultze en 1892-1894 en style néogothique.
Elle est située à proximité de la station de métro Turmstraße et de la mairie de Tiergarten.

## Historique
L'église Saint-Jean, construite par Schinkel à Moabit, se trouve bientôt trop petite pour les besoins spirituels de la communauté luthérienne-évangélique du quartier. Aussi est-il décidé de faire bâtir une église filiale entre 1892 et 1894 qui est bientôt indépendante. Elle se trouve sur une parcelle de terrain du Kleiner Tiergarten. L'église-halle de briques cruciforme est surplombée d'un clocher de 87 mètres de hauteur qui domine le quartier avec une toîture en pointe. Il est flanqué à la base de quatre petites tours à chaque angle. Ses trois cloches issues de la firme Bolle sont toujours celles d'origine.
L'église est consacrée le 20 juin 1894, tandis que la communauté devient communauté paroissiale en 1896, indépendante de celle de Saint-Jean. Une maison paroissiale est bâtie en 1905 à la Putlitzstraße et en 1905-1907 la maison du pasteur et une autre maison paroissiale, au no 17 de l'Ottostraße.
L'église souffre de graves dommages dans la seconde partie de la guerre de 1939-1945. Ainsi un bombardement aérien britannique de novembre 1943 détruit sa toîture et le haut du clocher avec sa flèche. L'église n'est plus que ruines un an plus tard.
C'est dans les années 1950 que les architectes Erich Ruhtz et Erich Glaß sont chargés de reconstruire l'église. La toîture est prête en 1951. Le clocher retrouve sa pointe, mais les quatre petites tours de base sont raccourcies. L'intérieur en revanche ne retrouve pas son style d'origine néogothique et les tribunes ne sont pas reconstruites. Cependant le résultat est impressionnant.
L'église est à nouveau consacrée en 1960 et l'autel installé en 1961. L'orgue de la firme Schmidt est inauguré en 1962 avec quarante-six registres.
L'église est de nouveau restaurée en 2004 avec de meilleures installations électriques et un chauffage central au sol, mieux adapté.

## Bibliographie

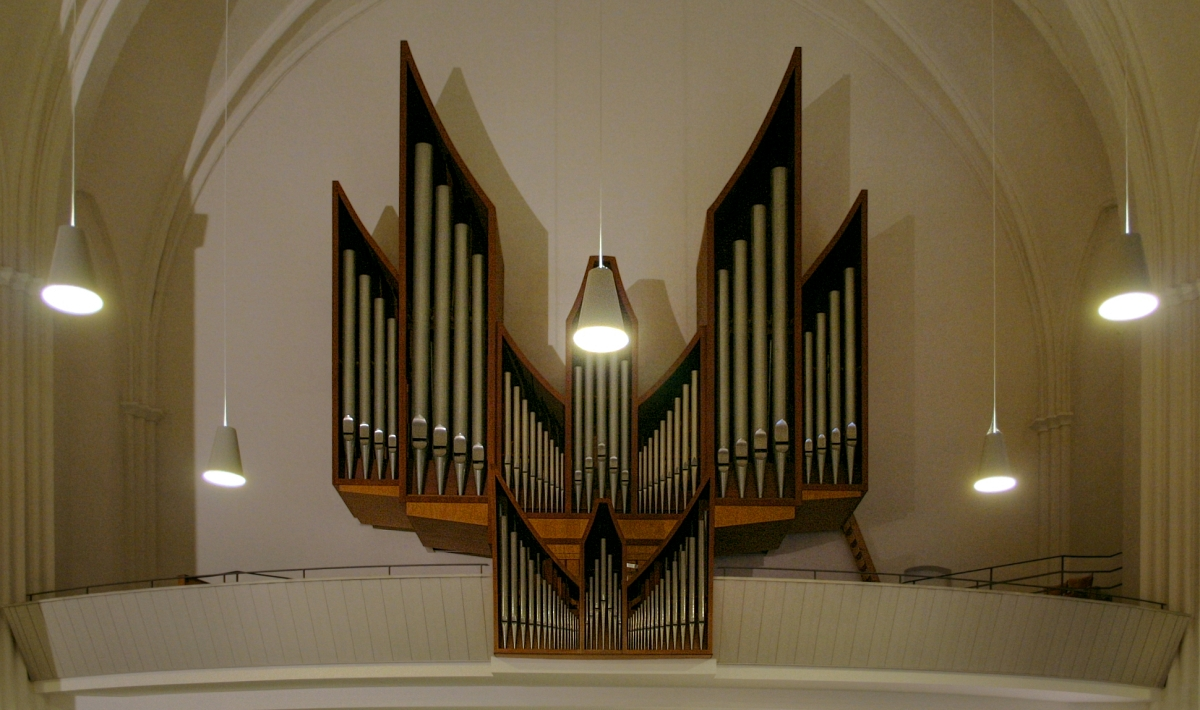
Orgue de l'église

## Source
- (de) Cet article est partiellement ou en totalité issu de l’article de Wikipédia en allemand intitulé « Heilandskirche (Berlin) » (voir la liste des auteurs).